# 不動院 (江戸川区)
不動院（ふどういん）は、東京都江戸川区にある真言宗豊山派の寺院。

## 歴史
1570年（元亀元年）ごろ、覚俊法師によって開山された。覚俊法師が当地において、持仏だった不動明王を安置する草庵を結んだのが当院の起源である。
その後の水害で寺運衰微したが、1815年（文化12年）に恵定僧都によって中興された。
かつては、葛飾区の正福寺の末寺であったが、1939年（昭和14年）に長谷寺の末寺となっている。戦後は近くの西光寺が支援している。

## 交通アクセス
- 瑞江駅より徒歩18分（経路案内）。